# Geelvinmakreel
De geelvinmakreel (Seriola quinqueradiata) is een straalvinnige vis uit de familie van horsmakrelen (Carangidae) en behoort derhalve tot de orde van baarsachtigen (Perciformes). De vis kan een lengte bereiken van 150 cm.

## Leefomgeving
De geelvinmakreel is een zoutwatervis. De vis prefereert een subtropisch klimaat en leeft hoofdzakelijk in de Grote Oceaan. De diepteverspreiding is 0 tot 100 m onder het wateroppervlak.

## Relatie tot de mens
De geelvinmakreel is voor de visserij van groot commercieel belang. In de hengelsport wordt er weinig op de vis gejaagd.
Voor de mens is de geelvinmakreel ongevaarlijk.
De vis wordt ook veel gebruikt bij het maken van sushi, waar hij ook wel hamachi wordt genoemd.